# Andrija (biskup Bistua Novae)
Andrija (Andreas), ranokršćanski biskup. Biskup Bistua Nuove, jedan od tri najznačajnija municipija i središta kršćanskih biskupija u Bosni. Sudjelovao i bio potpisnikom solinskih sinoda 530. i 533. godine.